# سینوپه
سینوپه(به انگلیسی: Sinope)، یکی از ماه‌های مشتری است و شعاع تقریبی آن ۱۹ کیلومتر است. این ماه در سال ۱۹۱۴ کشف شد. قدر آن ۱/۱۸ است. فاصله متوسط ازمرکز مشتری ۲۳۵۴۰۰۰۰ کیلومتر و مدت گردش نجومی ۷۲۴ روز است.